# 越南行政区划

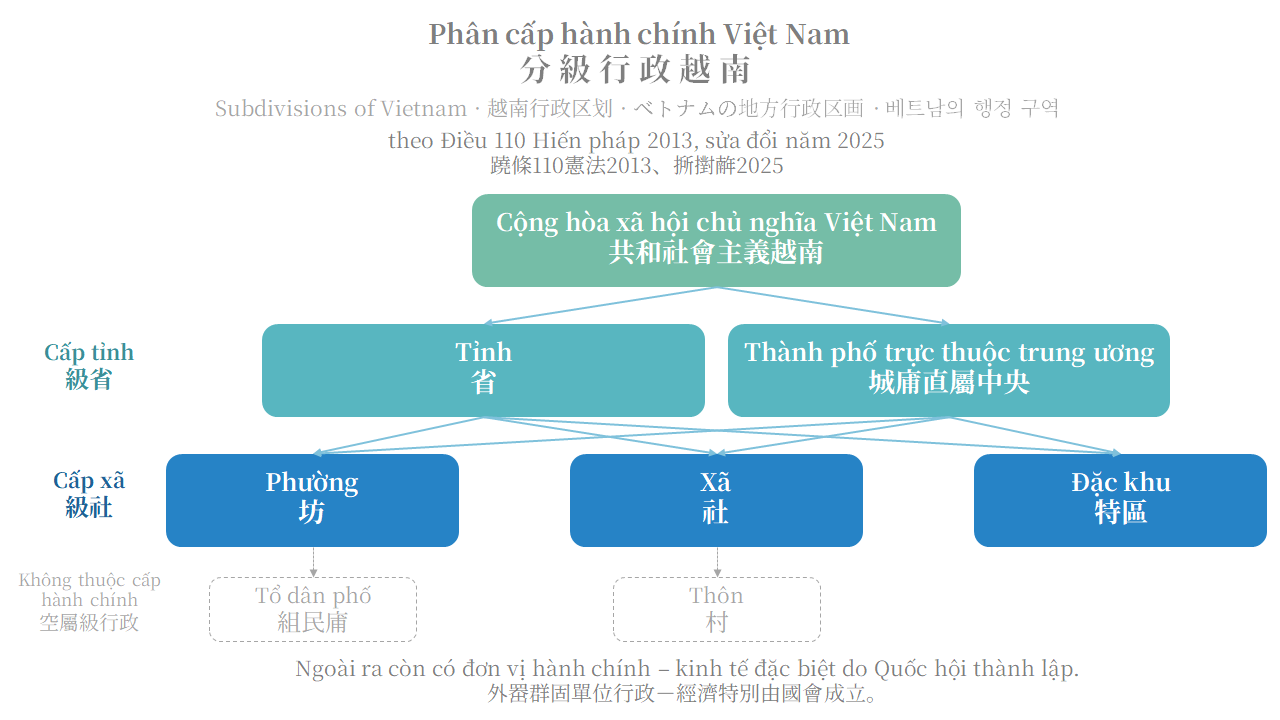
2025年越南区划改革后的行政区划层级

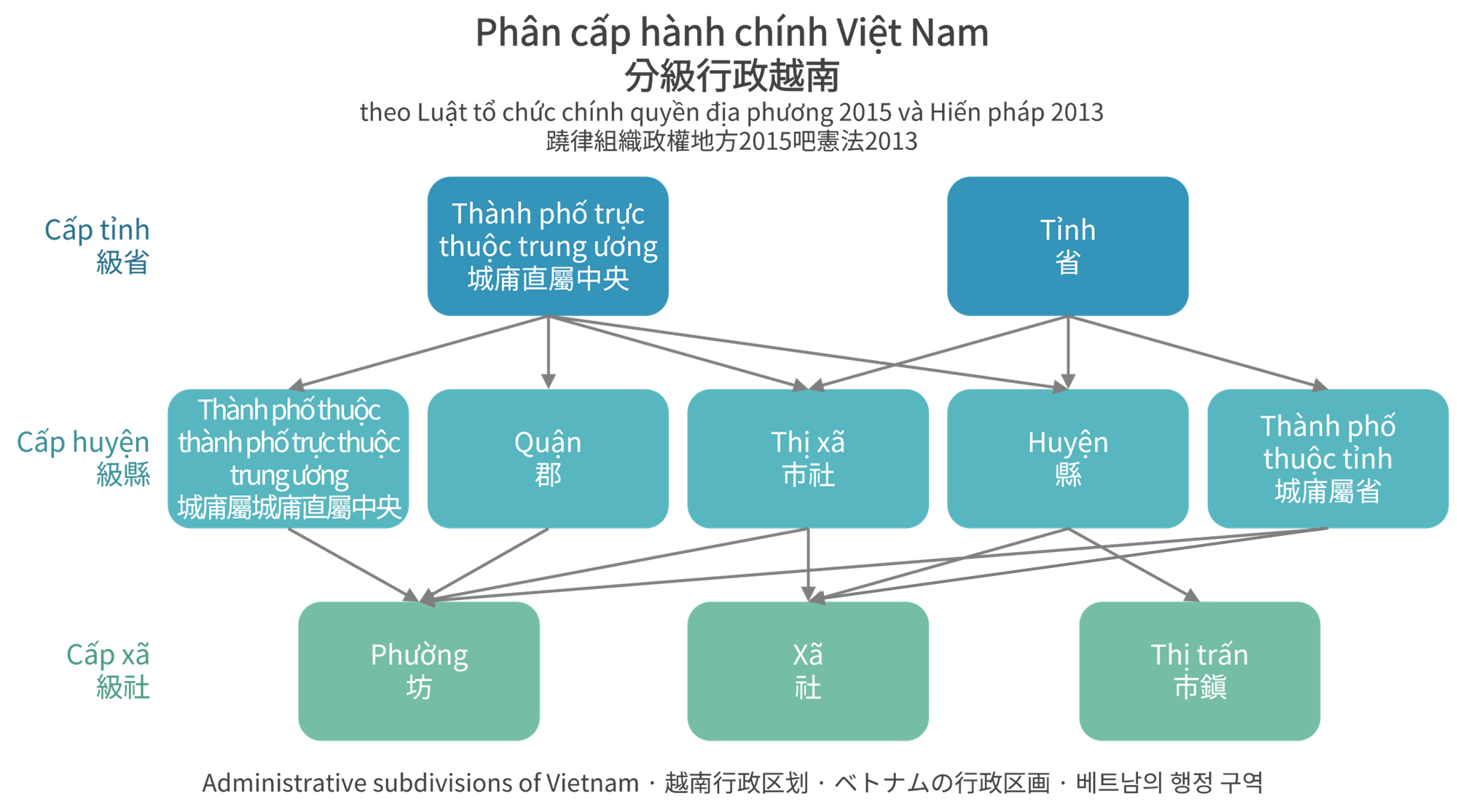
1992年至2025年間使用的越南行政分區

越南行政区划现划分为省、社二级：
1. 全国划分为28个省和6个中央直辖市，统称省级。
2. 省和中央直辖市划分为农村地区的社、城镇地区的坊和基于地理自然条件、经济社会发展要求和保障国防安全等特点在部分位置重要的海岛设立的特区，统称社级。

而在2025年6月16日之前，則划分为省、縣、社三級：
1. 全国划分为57個省和6個中央直辖市，统称省级。
2. 省划分为县、省辖市和市社；中央直轄市划分为郡、中央直辖市辖市、縣和市社，统称县级。
3. 县划分为社和市镇；省辖市、中央直辖市辖市、市社划分为坊和社；郡划分为坊，统称社级。

## 區劃沿革

### 北属时期
越南北部在中國漢朝、三國、晉朝、南朝時代屬於交州。而後在唐朝时属于岭南道，设安南都督府，後改安南都護府、鎮南都護府，後又改回安南都護府。府下管辖12个州，交州刺史充任都护，为长官。五代十国时期，南汉设置静海节度使。

### 后黎朝以前
安南独立之初多沿袭唐朝、南汉旧制，丁朝和前黎朝将辖区划分为十道，为：北江、国威、海东、驩州、爱州、林西、大黄、太原、都良、藤州十道。设将军，道下置州、府、县、社，而名称多不可考。
李朝时置24路，可考的只有清化、海东、天长、国威、建兴、黄江、龙兴、北江、长安、快州、洪州、演州12路及升龙、长安、天德、乂安、富良、大通、应天等府。
陈朝置东都、北江、谅江、天长府、龙兴府、快州、建昌府、黄江、长安、新兴府、海东、三江府、乂安府路及天关、广威、天兴、太原、谅山、宣光、清都、望江、西平、顺化镇，胡朝開拓占城，增设升华路。
明朝永乐年间征服安南，设置交趾等处承宣布政使司。下辖交州、北江、谅江、三江、建平、新安、建昌、奉化、清化、镇蛮、谅山、新平、演州、乂安、顺化、升华等十六府管辖各州县，此外，还另设太原、宣化、嘉兴、归化、广威、宁化等六州，由布政司直接管辖。

### 后黎朝
黎朝初期设东、西、南、北、海西等五个道，后改为奉天府和清化承宣、乂安承宣、顺化承宣、山南承宣、山西承宣、京北承宣、海陽承宣、安邦承宣、兴化承宣、宣光承宣、太原承宣、谅山承宣、广南承宣13承宣。洪順年間，又改承宣為處，處又稱作道和鎮。同時，太原處析置高平處。黎中興時期，清華處析置清華外處，山南處分為山南上處和山南下處，而順化處和廣南處則由廣南國割據。

### 阮朝自主时期
阮朝改为山南上鎮、山南下鎮、山西鎮、京北鎮、海阳鎮、宣光鎮、兴化鎮、高平鎮、太原鎮、谅山鎮、广安鎮、藩安鎮、边和鎮、永清鎮、定祥鎮、河仙鎮、清華鎮、乂安鎮、广義鎮、平定鎮、富安鎮、平和鎮、平順鎮23镇和广德營、广治營、广平營、广南營4直隸营。
明命帝在明命十二年（1831年）和十三年（1832年）先後改各鎮為省，分全國為1府30省：京師承天府、廣治省、廣平省、廣南省、廣義省、河靜省、乂安省、清化省、平定省、富安省、慶和省、平順省、河內省、寧平省、海陽省、廣安省、南定省、興安省、北寧省、太原省、山西省、興化省、宣光省、諒山省、高平省、嘉定省、邊和省、定祥省、永隆省、安江省、河仙省。

### 法属时期
法屬時期，殖民政府在越南實行分省政策。第二次世界大战結束時，越南北、中、南三圻共有71個省級行政單位：
- 南圻21省1市：嘉定省、堤岸省、新安省、塸䲲省（鵝貢省）、邊和省、守油蔑省（土龍木省）、婆地省（巴地省）、檳椥省、西寧省、新平省、美湫省、龍川省、朱篤省、永隆省、茶榮省、芹苴省、北遼省、瀝架省（迪石省）、沙的省（沙瀝省）、河仙省、滀臻省和西貢-堤岸區（又譯西堤聯區）
- 北圻27省2市：河东省、河南省、寧平省、南定省、太平省、興安省、海陽省、建安省、廣安省、北寧省、北江省、太原省、北𣴓省、諒山省、山西省、宣光省、永安省、福安省、富壽省、安沛省、山羅省、老街省、和平省、海寧省、高平省、河楊省（河江省）、萊州省和河内市、海防市
- 中圻18省2市：承天府（又稱承天省）、廣治省、廣平省、廣南省、廣義省、河靜省、乂安省、清化省、平定省、富安省、慶和省、平順省、寧順道（又稱潘郎省）、崑嵩道（又稱崑嵩省）、嘉萊道（又稱坡離俱省）、得勒道（又稱得勒省）、同狔上道（又稱同狔上省）、林園道（又稱林園省）和沱㶞市（峴港市）、多樂市（大叻市）

### 南越
1954年，越南南北分治，北方由實行社會主義制度的越南民主共和國統治，南方由實行資本主義制度的越南共和國統治。
1974年，南方的越南共和國有西貢都城、大叻市社、順化市社、峴港市社、頭頓市社、金蘭市社、歸仁市社、美湫市社、芹苴市社、芽莊市社、迪石市社11個直轄市和嘉定省、广治省、承天省、广南省、广信省、广义省、崑嵩省、波来古省、富本省、多乐省、宣德省、林同省、广德省、平定省、富安省、庆和省、宁顺省、平顺省、平绥省、福绥省、隆庆省、边和省、福隆省、平隆省、平阳省、西宁省、厚义省、隆安省、建祥省、建丰省、定祥省、鹅贡省、建和省、永平省、永隆省、沙沥省、朱笃省、安江省、丰盈省、巴川省、薄寮省、安川省、彰善省、坚江省44個省。

### 北越
北方的越南民主共和國有河内市、海防市2直辖市、永灵特区和广宁省、河北省、海兴省、太平省、南河省、宁平省、河西省、和平省、永富省、老街省、安沛省、清化省、乂安省、河静省、广平省、高平省、北太省、谅山省、河江省、宣光省、莱州省、山罗省、义路省23省。其中，高平省、北太省、谅山省、河江省、宣光省5省组成了越北自治区，莱州省、山罗省、义路省3省组成了西北自治区。

### 統一以來
1976年，越南統一，成立越南社會主義共和國。全国共有河内市、海防市、胡志明市3个直辖市和河山平省、河南宁省、广宁省、河北省、高谅省、北太省、河宣省、黄连山省、莱州省、山罗省、永富省、太平省、海兴省、清化省、乂静省、平治天省、广南-岘港省、义平省、富庆省、顺海省、嘉莱-崑嵩省、多乐省、林同省、小江省、同奈省、西宁省、隆安省、前江省、同塔省、安江省、槟椥省、九龙省、后江省、坚江省、明海省35省。
1978年12月29日，高谅省分设为高平省和谅山省。
1979年12月10日，成立頭頓-崑島特區。
1989年6月30日，义平省分设为广义省和平定省。富庆省分设为富安省和庆和省。平治天省分设为广平省、广治省和承天顺化省。
1991年8月12日，乂静省分设为乂安省和河静省。黄连山省分设为老街省和安沛省。河宣省分设为宣光省和河江省。嘉莱-崑嵩省分设为嘉莱省和崑嵩省。河山平省分设为和平省和河西省。头顿-崑岛特区改设为巴地头顿省。
1991年12月26日，顺海省分设为宁顺省和平顺省。后江省分设为芹苴省和朔庄省。九龙省分设为永隆省和茶荣省。河南宁省分设为南河省和宁平省。
1996年11月6日，南河省分设为河南省和南定省。永富省分设为永福省和富寿省。广南-岘港省分设为广南省和岘港市。海兴省分设为海阳省和兴安省。明海省分设为金瓯省和薄寮省。北太省分设为太原省和北𣴓省。小江省分设为平阳省和平福省。河北省分设为北宁省和北江省。
2003年11月26日，芹苴省分设为芹苴市和后江省。多乐省析置得农省。莱州省析置奠边省。
2008年5月29日，河西省和永福省麊泠县并入河内市。
2024年11月30日，越南國會第15屆第8次會議表決通過將承天順化省升格為中央直轄市「順化市」提案，承天順化省自2025年1月1日起升格為直轄市順化市。

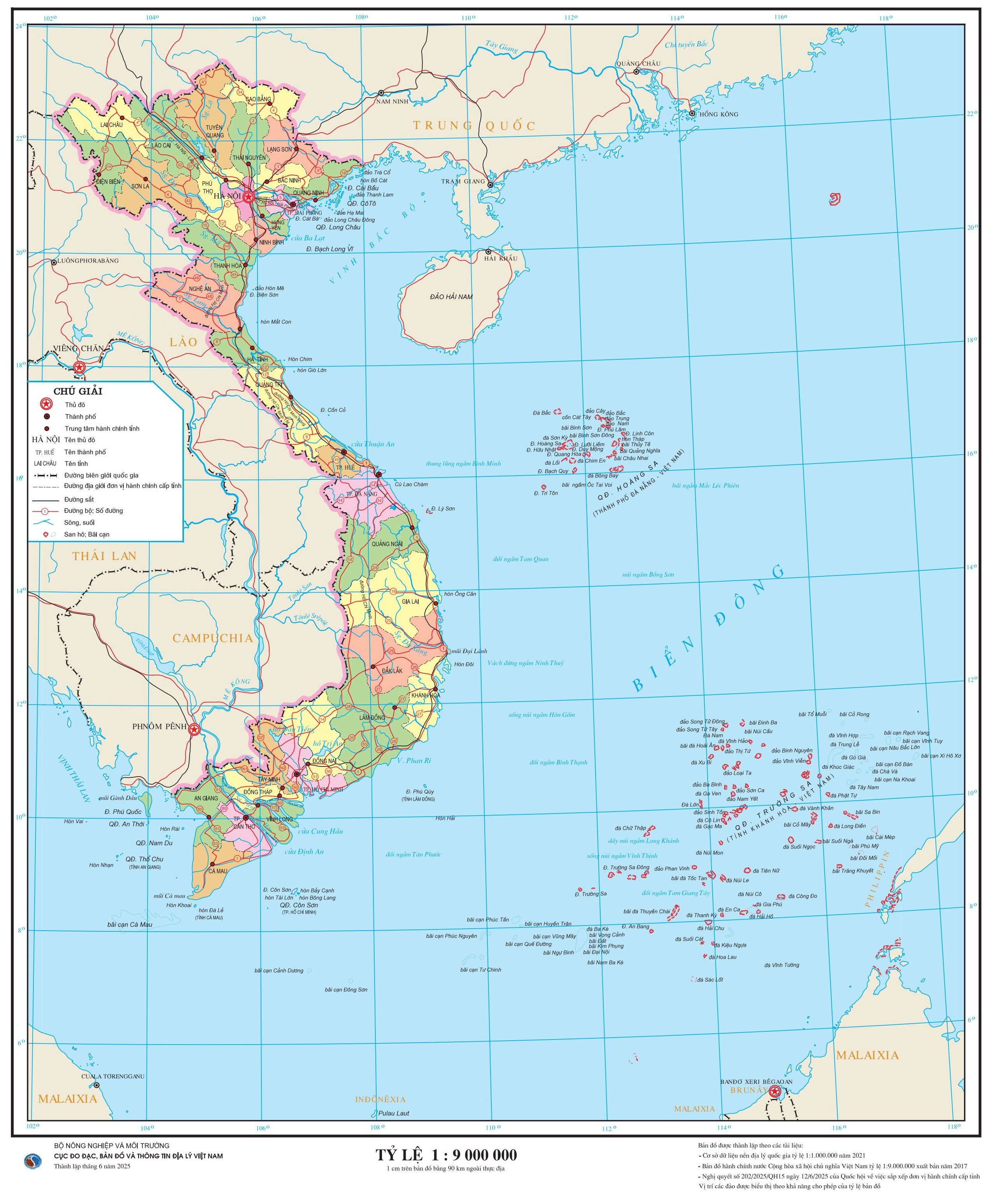
2025年區域改制後的越南行政分區

2025年6月12日，越南国会通过省份合并决议，宣光省和河江省合并成新的宣光省，老街省和安沛省合并成新的老街省，太原省和北𣴓省合并成新的太原省，富寿省、永福省和和平省合并成新的富寿省，北宁省和北江省合并成新的北宁省，兴安省和太平省合并成新的兴安省，海防市和海阳省合并成新的海防市，宁平省、河南省和南定省合并成新的宁平省，广治省和广平省合并成新的广治省，岘港市和广南省合并成新的岘港市，广义省和崑嵩省合并成新的广义省，嘉莱省和平定省合并成新的嘉莱省，庆和省和宁顺省合并成新的庆和省，林同省、得农省和平顺省合并成新的林同省，多乐省和富安省合并成新的多乐省，胡志明市、巴地头顿省和平阳省合并成新的胡志明市，同奈省和平福省合并成新的同奈省，西宁省和隆安省合并成新的西宁省，芹苴市、朔庄省和后江省合并成新的芹苴市，永隆省、槟椥省和茶荣省合并成新的永隆省，同塔省和前江省合并成新的同塔省，金瓯省和薄寮省合并成新的金瓯省，安江省和坚江省合并成新的安江省；河内市、顺化市、莱州省、奠边省、山罗省、谅山省、广宁省、清化省、乂安省、河静省和高平省等11个省市不作合并。

## 地理分區
越南通常把省份分為8個地區：西北、東北、紅河三角洲、中北部、中南部、西原、東南部，和湄公河三角洲。這些地區劃分並非經常採用，而且亦可作其他方式的劃分。
- 西北包括越南北部的4個內陸省份。其中兩個省份與寮國接壤，一個與中國接壤（这些地方主要居民是越南泰族）。
- 東北包括紅河三角洲以北的6個省份，當中不少省份位處山區。
- 紅河三角洲（Đồng Bằng Sông Hồng）包括紅河四週，面積細小但人口密集的3個省份。另外還包括不屬於任何省份的首都河內和海防直轄市。
- 北中部（Bắc Trung Bộ）包括越南中部狹長地區的北半部4個沿海省份，全部省份東面面向南海，西面與寮國接壤。
- 南中部（Nam Trung Bộ）包括越南中部狹長地區的南半部2個沿海省份，東面面向南海，西面是西原。中南部也包括峴港直轄市。
- 西原包括越南中南部的3個內陸省份。這個地區大多數位處山區，為少數民族聚居地。
- 東南部（Đông Nam Bộ）包括越南南部低地、湄公河三角洲以北的地方，包括2個省份和胡志明市直轄市。
- 湄公河三角洲（／）是越南最南部的地區，是圍繞湄公河、面積細小但人口密集的省份，包括4個省和芹苴直轄市。

## 現行區劃
| 越南行政区划图 | 中文名稱 | 越南文名稱 | 行政駐地    | 面積（km2） | 人口       |
| --- | -------- | ---------- | ----------- | ----------- | ---------- |
| 萊州省 老街省 高平省 諒山省 宣 · 光 · 省 奠 · 邊 · 省 山羅省 富 · 壽 · 省 太 · 原 · 省 河內市 北寧省 廣寧省 海防市 興安省 寧平省 清化省 乂安省 河靜省 廣治省 順化市 岘港市 廣義省 嘉萊省 多樂省 慶 · 和 · 省 林同省 同 · 奈 · 省 胡志明市 西 · 寧 · 省 同塔省 安江省 金甌省 芹苴市 永隆省 | 安江省   |            | 迪石坊      | 9,888.91    | 4,952,238  |
| 萊州省 老街省 高平省 諒山省 宣 · 光 · 省 奠 · 邊 · 省 山羅省 富 · 壽 · 省 太 · 原 · 省 河內市 北寧省 廣寧省 海防市 興安省 寧平省 清化省 乂安省 河靜省 廣治省 順化市 岘港市 廣義省 嘉萊省 多樂省 慶 · 和 · 省 林同省 同 · 奈 · 省 胡志明市 西 · 寧 · 省 同塔省 安江省 金甌省 芹苴市 永隆省 | 北寧省   |            | 北江坊      | 4,718.60    | 3,619,433  |
| 萊州省 老街省 高平省 諒山省 宣 · 光 · 省 奠 · 邊 · 省 山羅省 富 · 壽 · 省 太 · 原 · 省 河內市 北寧省 廣寧省 海防市 興安省 寧平省 清化省 乂安省 河靜省 廣治省 順化市 岘港市 廣義省 嘉萊省 多樂省 慶 · 和 · 省 林同省 同 · 奈 · 省 胡志明市 西 · 寧 · 省 同塔省 安江省 金甌省 芹苴市 永隆省 | 金甌省   |            | 新城坊      | 7,942.39    | 2,606,672  |
| 萊州省 老街省 高平省 諒山省 宣 · 光 · 省 奠 · 邊 · 省 山羅省 富 · 壽 · 省 太 · 原 · 省 河內市 北寧省 廣寧省 海防市 興安省 寧平省 清化省 乂安省 河靜省 廣治省 順化市 岘港市 廣義省 嘉萊省 多樂省 慶 · 和 · 省 林同省 同 · 奈 · 省 胡志明市 西 · 寧 · 省 同塔省 安江省 金甌省 芹苴市 永隆省 | 芹苴市   |            | 寧橋坊      | 6,360.83    | 4,199,824  |
| 萊州省 老街省 高平省 諒山省 宣 · 光 · 省 奠 · 邊 · 省 山羅省 富 · 壽 · 省 太 · 原 · 省 河內市 北寧省 廣寧省 海防市 興安省 寧平省 清化省 乂安省 河靜省 廣治省 順化市 岘港市 廣義省 嘉萊省 多樂省 慶 · 和 · 省 林同省 同 · 奈 · 省 胡志明市 西 · 寧 · 省 同塔省 安江省 金甌省 芹苴市 永隆省 | 高平省   |            | 蜀泮坊      | 6,700.39    | 573,119    |
| 萊州省 老街省 高平省 諒山省 宣 · 光 · 省 奠 · 邊 · 省 山羅省 富 · 壽 · 省 太 · 原 · 省 河內市 北寧省 廣寧省 海防市 興安省 寧平省 清化省 乂安省 河靜省 廣治省 順化市 岘港市 廣義省 嘉萊省 多樂省 慶 · 和 · 省 林同省 同 · 奈 · 省 胡志明市 西 · 寧 · 省 同塔省 安江省 金甌省 芹苴市 永隆省 | 多樂省   |            | 邦美蜀坊    | 18,096.40   | 3,346,853  |
| 萊州省 老街省 高平省 諒山省 宣 · 光 · 省 奠 · 邊 · 省 山羅省 富 · 壽 · 省 太 · 原 · 省 河內市 北寧省 廣寧省 海防市 興安省 寧平省 清化省 乂安省 河靜省 廣治省 順化市 岘港市 廣義省 嘉萊省 多樂省 慶 · 和 · 省 林同省 同 · 奈 · 省 胡志明市 西 · 寧 · 省 同塔省 安江省 金甌省 芹苴市 永隆省 | 峴港市   |            | 海洲坊      | 11,859.59   | 3,065,628  |
| 萊州省 老街省 高平省 諒山省 宣 · 光 · 省 奠 · 邊 · 省 山羅省 富 · 壽 · 省 太 · 原 · 省 河內市 北寧省 廣寧省 海防市 興安省 寧平省 清化省 乂安省 河靜省 廣治省 順化市 岘港市 廣義省 嘉萊省 多樂省 慶 · 和 · 省 林同省 同 · 奈 · 省 胡志明市 西 · 寧 · 省 同塔省 安江省 金甌省 芹苴市 永隆省 | 奠邊省   |            | 奠邊府坊    | 9,539.93    | 673,091    |
| 萊州省 老街省 高平省 諒山省 宣 · 光 · 省 奠 · 邊 · 省 山羅省 富 · 壽 · 省 太 · 原 · 省 河內市 北寧省 廣寧省 海防市 興安省 寧平省 清化省 乂安省 河靜省 廣治省 順化市 岘港市 廣義省 嘉萊省 多樂省 慶 · 和 · 省 林同省 同 · 奈 · 省 胡志明市 西 · 寧 · 省 同塔省 安江省 金甌省 芹苴市 永隆省 | 同奈省   |            | 鎮邊坊      | 12,737.18   | 4,491,408  |
| 萊州省 老街省 高平省 諒山省 宣 · 光 · 省 奠 · 邊 · 省 山羅省 富 · 壽 · 省 太 · 原 · 省 河內市 北寧省 廣寧省 海防市 興安省 寧平省 清化省 乂安省 河靜省 廣治省 順化市 岘港市 廣義省 嘉萊省 多樂省 慶 · 和 · 省 林同省 同 · 奈 · 省 胡志明市 西 · 寧 · 省 同塔省 安江省 金甌省 芹苴市 永隆省 | 同塔省   |            | 美湫坊      | 5,938.64    | 4,370,046  |
| 萊州省 老街省 高平省 諒山省 宣 · 光 · 省 奠 · 邊 · 省 山羅省 富 · 壽 · 省 太 · 原 · 省 河內市 北寧省 廣寧省 海防市 興安省 寧平省 清化省 乂安省 河靜省 廣治省 順化市 岘港市 廣義省 嘉萊省 多樂省 慶 · 和 · 省 林同省 同 · 奈 · 省 胡志明市 西 · 寧 · 省 同塔省 安江省 金甌省 芹苴市 永隆省 | 嘉萊省   |            | 歸仁坊      | 21,576.53   | 3,583,693  |
| 萊州省 老街省 高平省 諒山省 宣 · 光 · 省 奠 · 邊 · 省 山羅省 富 · 壽 · 省 太 · 原 · 省 河內市 北寧省 廣寧省 海防市 興安省 寧平省 清化省 乂安省 河靜省 廣治省 順化市 岘港市 廣義省 嘉萊省 多樂省 慶 · 和 · 省 林同省 同 · 奈 · 省 胡志明市 西 · 寧 · 省 同塔省 安江省 金甌省 芹苴市 永隆省 | 海防市   |            | 鴻龐坊      | 3,194.72    | 4,664,124  |
| 萊州省 老街省 高平省 諒山省 宣 · 光 · 省 奠 · 邊 · 省 山羅省 富 · 壽 · 省 太 · 原 · 省 河內市 北寧省 廣寧省 海防市 興安省 寧平省 清化省 乂安省 河靜省 廣治省 順化市 岘港市 廣義省 嘉萊省 多樂省 慶 · 和 · 省 林同省 同 · 奈 · 省 胡志明市 西 · 寧 · 省 同塔省 安江省 金甌省 芹苴市 永隆省 | 河內市   |            | 還劍坊      | 3,359.84    | 8,807,523  |
| 萊州省 老街省 高平省 諒山省 宣 · 光 · 省 奠 · 邊 · 省 山羅省 富 · 壽 · 省 太 · 原 · 省 河內市 北寧省 廣寧省 海防市 興安省 寧平省 清化省 乂安省 河靜省 廣治省 順化市 岘港市 廣義省 嘉萊省 多樂省 慶 · 和 · 省 林同省 同 · 奈 · 省 胡志明市 西 · 寧 · 省 同塔省 安江省 金甌省 芹苴市 永隆省 | 河靜省   |            | 蓮城坊      | 5,994.45    | 1,622,901  |
| 萊州省 老街省 高平省 諒山省 宣 · 光 · 省 奠 · 邊 · 省 山羅省 富 · 壽 · 省 太 · 原 · 省 河內市 北寧省 廣寧省 海防市 興安省 寧平省 清化省 乂安省 河靜省 廣治省 順化市 岘港市 廣義省 嘉萊省 多樂省 慶 · 和 · 省 林同省 同 · 奈 · 省 胡志明市 西 · 寧 · 省 同塔省 安江省 金甌省 芹苴市 永隆省 | 胡志明市 |            | 西貢坊      | 6,772.59    | 14,002,598 |
| 萊州省 老街省 高平省 諒山省 宣 · 光 · 省 奠 · 邊 · 省 山羅省 富 · 壽 · 省 太 · 原 · 省 河內市 北寧省 廣寧省 海防市 興安省 寧平省 清化省 乂安省 河靜省 廣治省 順化市 岘港市 廣義省 嘉萊省 多樂省 慶 · 和 · 省 林同省 同 · 奈 · 省 胡志明市 西 · 寧 · 省 同塔省 安江省 金甌省 芹苴市 永隆省 | 順化市   |            | 順化坊      | 4,947.11    | 1,432,986  |
| 萊州省 老街省 高平省 諒山省 宣 · 光 · 省 奠 · 邊 · 省 山羅省 富 · 壽 · 省 太 · 原 · 省 河內市 北寧省 廣寧省 海防市 興安省 寧平省 清化省 乂安省 河靜省 廣治省 順化市 岘港市 廣義省 嘉萊省 多樂省 慶 · 和 · 省 林同省 同 · 奈 · 省 胡志明市 西 · 寧 · 省 同塔省 安江省 金甌省 芹苴市 永隆省 | 興安省   |            | 庯憲坊      | 2,514.81    | 3,567,943  |
| 萊州省 老街省 高平省 諒山省 宣 · 光 · 省 奠 · 邊 · 省 山羅省 富 · 壽 · 省 太 · 原 · 省 河內市 北寧省 廣寧省 海防市 興安省 寧平省 清化省 乂安省 河靜省 廣治省 順化市 岘港市 廣義省 嘉萊省 多樂省 慶 · 和 · 省 林同省 同 · 奈 · 省 胡志明市 西 · 寧 · 省 同塔省 安江省 金甌省 芹苴市 永隆省 | 慶和省   |            | 芽莊坊      | 8,555.86    | 2,243,554  |
| 萊州省 老街省 高平省 諒山省 宣 · 光 · 省 奠 · 邊 · 省 山羅省 富 · 壽 · 省 太 · 原 · 省 河內市 北寧省 廣寧省 海防市 興安省 寧平省 清化省 乂安省 河靜省 廣治省 順化市 岘港市 廣義省 嘉萊省 多樂省 慶 · 和 · 省 林同省 同 · 奈 · 省 胡志明市 西 · 寧 · 省 同塔省 安江省 金甌省 芹苴市 永隆省 | 萊州省   |            | 新豐坊      | 9,068.73    | 512,601    |
| 萊州省 老街省 高平省 諒山省 宣 · 光 · 省 奠 · 邊 · 省 山羅省 富 · 壽 · 省 太 · 原 · 省 河內市 北寧省 廣寧省 海防市 興安省 寧平省 清化省 乂安省 河靜省 廣治省 順化市 岘港市 廣義省 嘉萊省 多樂省 慶 · 和 · 省 林同省 同 · 奈 · 省 胡志明市 西 · 寧 · 省 同塔省 安江省 金甌省 芹苴市 永隆省 | 林同省   |            | 春香-大叻坊 | 24,233.07   | 3,872,999  |
| 萊州省 老街省 高平省 諒山省 宣 · 光 · 省 奠 · 邊 · 省 山羅省 富 · 壽 · 省 太 · 原 · 省 河內市 北寧省 廣寧省 海防市 興安省 寧平省 清化省 乂安省 河靜省 廣治省 順化市 岘港市 廣義省 嘉萊省 多樂省 慶 · 和 · 省 林同省 同 · 奈 · 省 胡志明市 西 · 寧 · 省 同塔省 安江省 金甌省 芹苴市 永隆省 | 諒山省   |            | 梁文知坊    | 8,310.18    | 881,384    |
| 萊州省 老街省 高平省 諒山省 宣 · 光 · 省 奠 · 邊 · 省 山羅省 富 · 壽 · 省 太 · 原 · 省 河內市 北寧省 廣寧省 海防市 興安省 寧平省 清化省 乂安省 河靜省 廣治省 順化市 岘港市 廣義省 嘉萊省 多樂省 慶 · 和 · 省 林同省 同 · 奈 · 省 胡志明市 西 · 寧 · 省 同塔省 安江省 金甌省 芹苴市 永隆省 | 老街省   |            | 安沛坊      | 13,256.92   | 1,778,785  |
| 萊州省 老街省 高平省 諒山省 宣 · 光 · 省 奠 · 邊 · 省 山羅省 富 · 壽 · 省 太 · 原 · 省 河內市 北寧省 廣寧省 海防市 興安省 寧平省 清化省 乂安省 河靜省 廣治省 順化市 岘港市 廣義省 嘉萊省 多樂省 慶 · 和 · 省 林同省 同 · 奈 · 省 胡志明市 西 · 寧 · 省 同塔省 安江省 金甌省 芹苴市 永隆省 | 乂安省   |            | 場榮坊      | 16,486.50   | 3,831,694  |
| 萊州省 老街省 高平省 諒山省 宣 · 光 · 省 奠 · 邊 · 省 山羅省 富 · 壽 · 省 太 · 原 · 省 河內市 北寧省 廣寧省 海防市 興安省 寧平省 清化省 乂安省 河靜省 廣治省 順化市 岘港市 廣義省 嘉萊省 多樂省 慶 · 和 · 省 林同省 同 · 奈 · 省 胡志明市 西 · 寧 · 省 同塔省 安江省 金甌省 芹苴市 永隆省 | 寧平省   |            | 华闾坊      | 3,942.62    | 4,412,264  |
| 萊州省 老街省 高平省 諒山省 宣 · 光 · 省 奠 · 邊 · 省 山羅省 富 · 壽 · 省 太 · 原 · 省 河內市 北寧省 廣寧省 海防市 興安省 寧平省 清化省 乂安省 河靜省 廣治省 順化市 岘港市 廣義省 嘉萊省 多樂省 慶 · 和 · 省 林同省 同 · 奈 · 省 胡志明市 西 · 寧 · 省 同塔省 安江省 金甌省 芹苴市 永隆省 | 富壽省   |            | 越池坊      | 9,361.38    | 4,022,638  |
| 萊州省 老街省 高平省 諒山省 宣 · 光 · 省 奠 · 邊 · 省 山羅省 富 · 壽 · 省 太 · 原 · 省 河內市 北寧省 廣寧省 海防市 興安省 寧平省 清化省 乂安省 河靜省 廣治省 順化市 岘港市 廣義省 嘉萊省 多樂省 慶 · 和 · 省 林同省 同 · 奈 · 省 胡志明市 西 · 寧 · 省 同塔省 安江省 金甌省 芹苴市 永隆省 | 廣義省   |            | 錦城坊      | 14,832.55   | 2,161,755  |
| 萊州省 老街省 高平省 諒山省 宣 · 光 · 省 奠 · 邊 · 省 山羅省 富 · 壽 · 省 太 · 原 · 省 河內市 北寧省 廣寧省 海防市 興安省 寧平省 清化省 乂安省 河靜省 廣治省 順化市 岘港市 廣義省 嘉萊省 多樂省 慶 · 和 · 省 林同省 同 · 奈 · 省 胡志明市 西 · 寧 · 省 同塔省 安江省 金甌省 芹苴市 永隆省 | 廣寧省   |            | 下龍坊      | 6,207.95    | 1,497,447  |
| 萊州省 老街省 高平省 諒山省 宣 · 光 · 省 奠 · 邊 · 省 山羅省 富 · 壽 · 省 太 · 原 · 省 河內市 北寧省 廣寧省 海防市 興安省 寧平省 清化省 乂安省 河靜省 廣治省 順化市 岘港市 廣義省 嘉萊省 多樂省 慶 · 和 · 省 林同省 同 · 奈 · 省 胡志明市 西 · 寧 · 省 同塔省 安江省 金甌省 芹苴市 永隆省 | 廣治省   |            | 洞海坊      | 12,700.00   | 1,870,845  |
| 萊州省 老街省 高平省 諒山省 宣 · 光 · 省 奠 · 邊 · 省 山羅省 富 · 壽 · 省 太 · 原 · 省 河內市 北寧省 廣寧省 海防市 興安省 寧平省 清化省 乂安省 河靜省 廣治省 順化市 岘港市 廣義省 嘉萊省 多樂省 慶 · 和 · 省 林同省 同 · 奈 · 省 胡志明市 西 · 寧 · 省 同塔省 安江省 金甌省 芹苴市 永隆省 | 山罗省   |            | 呈核坊      | 14,108.89   | 1,404,587  |
| 萊州省 老街省 高平省 諒山省 宣 · 光 · 省 奠 · 邊 · 省 山羅省 富 · 壽 · 省 太 · 原 · 省 河內市 北寧省 廣寧省 海防市 興安省 寧平省 清化省 乂安省 河靜省 廣治省 順化市 岘港市 廣義省 嘉萊省 多樂省 慶 · 和 · 省 林同省 同 · 奈 · 省 胡志明市 西 · 寧 · 省 同塔省 安江省 金甌省 芹苴市 永隆省 | 西寧省   |            | 隆安坊      | 8,536.44    | 3,254,170  |
| 萊州省 老街省 高平省 諒山省 宣 · 光 · 省 奠 · 邊 · 省 山羅省 富 · 壽 · 省 太 · 原 · 省 河內市 北寧省 廣寧省 海防市 興安省 寧平省 清化省 乂安省 河靜省 廣治省 順化市 岘港市 廣義省 嘉萊省 多樂省 慶 · 和 · 省 林同省 同 · 奈 · 省 胡志明市 西 · 寧 · 省 同塔省 安江省 金甌省 芹苴市 永隆省 | 太原省   |            | 潘廷逢坊    | 8,375.21    | 1,799,489  |
| 萊州省 老街省 高平省 諒山省 宣 · 光 · 省 奠 · 邊 · 省 山羅省 富 · 壽 · 省 太 · 原 · 省 河內市 北寧省 廣寧省 海防市 興安省 寧平省 清化省 乂安省 河靜省 廣治省 順化市 岘港市 廣義省 嘉萊省 多樂省 慶 · 和 · 省 林同省 同 · 奈 · 省 胡志明市 西 · 寧 · 省 同塔省 安江省 金甌省 芹苴市 永隆省 | 清化省   |            | 鹤城坊      | 11,114.71   | 4,324,783  |
| 萊州省 老街省 高平省 諒山省 宣 · 光 · 省 奠 · 邊 · 省 山羅省 富 · 壽 · 省 太 · 原 · 省 河內市 北寧省 廣寧省 海防市 興安省 寧平省 清化省 乂安省 河靜省 廣治省 順化市 岘港市 廣義省 嘉萊省 多樂省 慶 · 和 · 省 林同省 同 · 奈 · 省 胡志明市 西 · 寧 · 省 同塔省 安江省 金甌省 芹苴市 永隆省 | 宣光省   |            | 明春坊      | 13,795.50   | 1,865,270  |
| 萊州省 老街省 高平省 諒山省 宣 · 光 · 省 奠 · 邊 · 省 山羅省 富 · 壽 · 省 太 · 原 · 省 河內市 北寧省 廣寧省 海防市 興安省 寧平省 清化省 乂安省 河靜省 廣治省 順化市 岘港市 廣義省 嘉萊省 多樂省 慶 · 和 · 省 林同省 同 · 奈 · 省 胡志明市 西 · 寧 · 省 同塔省 安江省 金甌省 芹苴市 永隆省 | 永隆省   |            | 隆洲坊      | 6,296.20    | 4,257,581  |

### 中央直轄市
- 河內市（／） - 首都。紅河三角洲地方。
- 胡志明市（／） - 東南部地方。
- 岘港市（／） - 南中部地方。
- 海防市（／） - 紅河三角洲地方。
- 芹苴市（／） - 湄公河三角洲地方。
- 順化市（／） - 北中部地方。

### 西北
- 山羅省（／）
- 奠邊省（／）
- 萊州省（／）
- 老街省（／）

### 東北
- 高平省（／）
- 廣寧省（／）
- 太原省（／）
- 宣光省（／）
- 富壽省（／）
- 諒山省（／）

### 紅河三角洲
- 北寧省（／）
- 興安省（／）
- 寧平省（／）

### 北中部
- 廣治省（／）
- 乂安省（／）
- 清化省（／）
- 河靜省（／）

### 西原及南中部
- 慶和省（／）
- 廣義省（／）
- 嘉萊省（／）
- 多樂省（／）
- 林同省（／）

### 東南部
- 西寧省（／）
- 同奈省（／）

### 湄公河三角洲
- 安江省（／）
- 永隆省（／）
- 金甌省（／）
- 同塔省（／）

### 省份
越南人口最多的一級行政區劃是胡志明市，是越南6個直轄市之一，有近一千四百萬人居住。人口第二多的是首都河內，人口超過八百萬。第三是清化省，超過三百六十萬人。人口最少的是西北部山區的莱州省。
就面積而言，最大的省份是乂安省，由榮市直至藍江河谷。最小的省份是北寧省，位於人口密集紅河三角洲。

### 政權機構設置

#### 地方政府
越南的地方政府，名義上以由本地居民選出之人民議會作為最高權力機關。省政府之行政權，由人民議會委選出之人民委員會（地方政府）執行。這種安排猶如越南中央政府之簡化版。地方政府受中央政府監督。

#### 地區人民議會
每個直轄市、省和所屬縣（市）人民議會代表（議員）由全體人民選出，任期5年。設常務委員會（常委會）。功能包括在休會時，代行職能。所有省皆有其經濟及財務預算委員會、社會及文化事務委員會與法務委員會。如所屬省份非由越族（京族）為主，該省則設民族委員會。
公民年滿十八歲便有人民議會代表之投票權，但要年滿二十一歲方可競選。多數候選人為越南共產黨提名。也有無黨派獨立候選人。但比例只能占百分之二十。
候選人於所屬選區接受投票。候選人需比選區議席為多。

#### 人民委員會
人民委員會為省政府的執行機關，負責制定和實施政策，相當於內閣。人民委員會有一名主席和數名副主席（即為省長和副省長），以及約9至11名常任委員。

### 通名汉译
在中文世界，一般把越南语“／”汉译成“市”或地级市，把越南语汉译成“市社”、“市”或“镇”。市社的第一种譯法是台湾常用的译法；第二种是中国大陆的译名；第三种是“市社”英文译名的汉译。其他名称“郡”、“县”、“社”、“坊”和“市镇”照原字翻译。
中国大陆常把汉译成“市”或县级市。台湾有时直接把汉译成“市社”。在英文中，的译名则是“区级镇”（district-level town），因為郡、縣在英文中被翻譯為都市區、鄉村區。但是，越南官方中文网站没有一个统一的翻译标准。越南官方中文网站编辑通常不在网站中使用“市社”一词，而是使用“市”和“镇”两种译名。
- 部分编辑常将翻译成“市”[註 1]或“县级市”[8]，与中国大陆译名一致。
- 部分编辑则将翻译成“镇”[註 2]，与英文译名（town）一致。

过去，中国大陆习惯将“郡”译作“区”，“社”译作“乡”，“市镇”译作“镇”。

## 外部連結
- News report from shortly before the latest provincial rearrangement （页面存档备份，存于） (VietNamNet)
- Decentralised Government in Vietnam (Cardozo Electronic Law Bulletin)
- Provinces of Vietnam (Vietnam Tourism)

## 參看
- 越南城市列表
- 越南縣級行政區列表